# 태평기

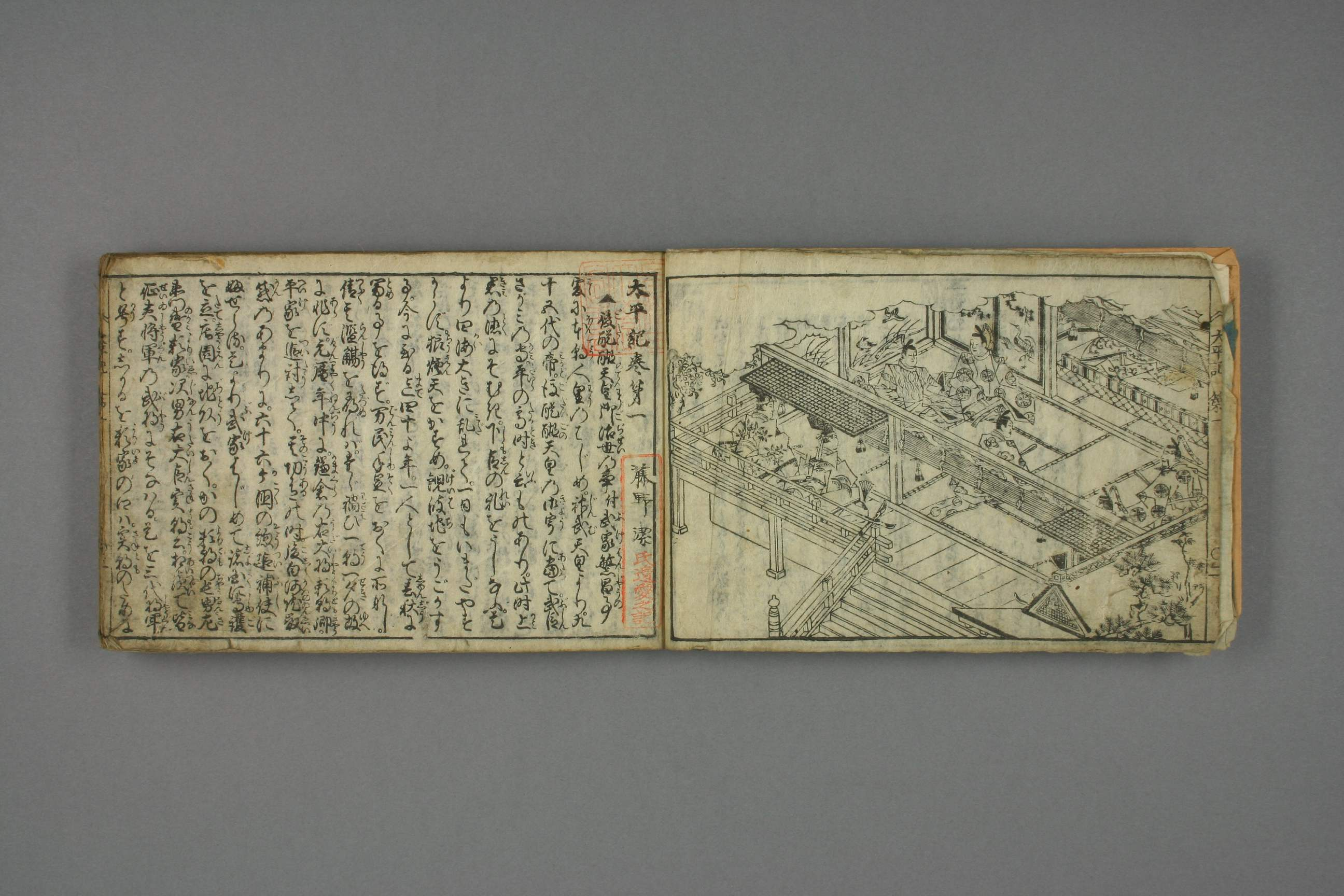

태평기(일본어: 太平記, たいへいき 다이헤이키[*])는 일본의 고전문학 중 하나이다. 역사문학으로 분류되며, 일본의 역사문학 가운데 가장 긴 작품으로 알려져 있다. 고전으로써의 장르는 군키모노가타리(軍記物語)이다. 성립은 무로마치 시대(室町時代)이다.

## 개요
전40권으로 일본의 난보쿠초 시대(南北朝時代)를 배경으로 고다이고 천황(後醍醐)의 즉위부터 가마쿠라 막부(鎌倉幕府)의 멸망, 겐무 신정(建武新政)과 그 붕괴 후의 남북조 분열, 간노의 소란(観応の擾乱)과 2대 쇼군 아시카가 요시아키라(足利義詮)의 사망 및 호소카와 요리유키(細川賴之)의 간레이(管領) 취임까지, 분포(文保) 2년(1318년)부터 조지(貞治) 6년(1368년)경까지의 약 50년간의 일들을 소재로 한 군담소설(군키모노가타리)이다. 이마가와 가본(今川家本), 고활자본(古活字本), 세이겐인본(西源院本) 등의 여러 종류가 있다.
제목인 '태평'(太平)은 평화를 기원하는 의미로 붙여졌다고 생각되며, 원령 진혼적인 의의가 있음도 지적되고 있다.
제2차 세계대전 패망 이후 일본에서 제목을 '태평기'로 붙인 소설이나 드라마가 많이 만들어졌기 때문에, 애매함을 피하기 위해서 《고전태평기》(古典太平記)라고 불리는 경우도 있다.

## 작가와 성립시기
작가와 성립 시기는 불명이지만, 이마가와 사다요(今川貞世)의 《난태평기》(難太平記)에 호쇼지(法勝寺)의 승려인 에이진 쇼닌(恵珍上人, 엔칸円観)이 아시카가 다다요시(足利直義)에게 30여 권을 보여주었다는 기사가 있으며, 고다이고 천황의 죽음이 묘사된 21권까지의 부분이 엔칸, 겐에(玄慧)등 아시카가 막부와 밀접한 관계를 가진 지식을 지닌 인물들을 중심으로 14세기 중엽까지 편찬되었다고 여겨진다. 무로마치 막부의 3대 쇼군 아시카가 요시미쓰(足利義光)나 간레이 호소카와 요리유키가 수정에 관여하였을 가능성도 지적되고 있다.
어떤 설을 따르든 분명한 것은 《태평기》가 한 사람의 손으로 단기간에 완성된 것은 아니리라는 점이다. 이에 대해서는 이미 비슷한 시기의 《난태평기》 외에 에도 시대의 《태평기평판비전이종초》(太平記評判秘伝理尽鈔)에도 (어디까지나 근거가 빈약한 전설의 영역을 벗어나지 않지만) 실제로 열 명이 넘는 저자들의 이름을 열거하고 있다.
또한 겐에를 저자로 보는 설에 대해서는 고태본(古態本)의 하나인 진구쇼코칸본(神宮徴古館本)의 고지(弘治) 원년(1555년)차의 오서(奥書)에 ‘독청재치지홍서‘(独清再治之鴻書)라고 되어 있다. ‘독청‘(独清)은 겐에의 호(號)인 ‘도쿠세이켄‘(独清軒)을 가리키는 것이고, ‘재치‘(再治)는 '다시 편집하였다'는 것, ‘홍서‘(鴻書)란 분량이 많은 책을 가리키는 단어이다.
(아래 기술에서) 이것이 고지마 법사(小島法師) 등의 손에 의해 증보 개정되고, 늦어도 14세기 후엽(1370년경)까지는 총 40권의 《태평기》가 성립되었을 것으로 보인다. 같은 시대의 사료에서 태평기의 이름이 확인되는 가장 오래된 것은 구게 도인 긴카타(洞院公定)의 일기인 《도인 긴카타 일기》(洞院公定日記) 오안(応安) 7년(1374년) 5월 3일조이다.
伝へ聞く 去んぬる二十八九日の間 小嶋法師円寂すと 云々 是れ近日 天下に翫（もてあそ）ぶ太平記作者なり 凡（およ）そ卑賤の器なりと雖（いへど）も名匠の聞こえ有り 無念と謂ふべし(원문 한문: 다만 「천하」와 「태평기」 사이에 개행이 있어서 「오늘날 천하에서 완상되는 태평기」는 「오늘날 완상되는 천하태평기」로 읽어야 한다는 의견도 있다. 한편 이 기사와 태평기와의 관련이 지적된 것은 1886년 시게노 야스쓰구重野安繹에 의해서였다)
《난태평기》를 논외로 두고 말하면 같은 시대 또는 그와 가까운 시대 일본의 사료에서 《태평기》의 저자로 지목되고 있는 것은 이 '고지마 법사' 뿐이지만, 이 인물이 누구인지에 대해서는 앞에서 서술한 「고지마 다카노리」(児島高徳) 외에도 히젠 고지마(備前児島)와 연고가 있는 야마부시(山伏)라는 설(와카모리 타로和歌森太郎, 가노카와 겐키角川源義), 오에 오가이(近江外嶋)의 관계자(고토 단지後藤丹治) 등 여러 가지 설이 있어서 일본 학계에서도 확정된 설은 없다.
《도인 긴카타 일기》에 보이는 《태평기》의 본문은 전혀 불명이지만, 후술할 에이와본(永和本)의 본문이 현존하는 《태평기》 본문과 거의 일치한다는 점을 감안하면 《태평기》 작중 최신(최종) 기사의 사건에서 10년 정도 전후로 현존 본문이 성립되었을 것으로 여겨진다.
일관되게 남조의 시점으로 되어 있는 것은 남조 측의 인물이 썼거나 남조 측에 대한 진혼의 의미를 두고 썼을 가능성도 제기되고 있다. 또한 ‘바사라‘(ばさら)라 불리는 당시 일본의 사회 풍조나 하극상에 대해서도 비판적으로 쓰여 있다.

## 구성과 내용

### 구성
현재 유포된 《태평기》는 모두 전40권으로 되어 있지만, 어떤 이유에서인지 16세기 시점에서 이미 사라져 버린 권22는 남은 앞뒤 21권과 23권에서 소재를 찾아내어 보완한 것으로 보인다. 내용은 3부 구성으로 고다이고 천황의 즉위에서 가마쿠라 막부의 멸망까지를 그린 제1부(권1~11), 겐무신정의 실패와 남북조 분열에서 고다이고 천황의 사망까지가 2부(권12~21), 남조측 원령에 의한 무로마치 막부의 내부 혼란을 그린 제3부(권23~40)으로 이루어져 있다. 앞서 말한 「권22의 누락」에 대해, 현재 전해지고 있는 《태평기》의 사본 가운데 종류 중에서 권22가 있기는 하지만 내용 자체는 권23~24의 내용을 사용하고 있어 결론적으로 권22는 누락된 편이라는 결론이 나온다. 그 원인으로서는, 천황이나 무가측에 대해 어울리지 않는 내용이 쓰여 있어서 삭제되었다고 여겨지지만, 현재로서는 확실히 알 수 없다.
한편 권수에 대해서는 전40권으로 하는 것이 일반적이지만, 고태본(古態本)은 권22를 빠뜨린 실질적으로는 39권본이며, 후출본(後出本)은 권22를 편집해 메꾼 것으로 실질적으로는 40권본이 된다. 이밖에도 마지막 부분(40권본의 권38 또는 권39 - 권40)을 2권 또는 3권으로 나누어서 41권 또는 42권본으로 하는 사본도 존재한다. 요네자와본(米沢本) 및 교토대본(京大本) 계통 등이 그것이다.
이러한 본문의 분할과는 별개로 헤이케 이야기에서도 보이고 있듯이 (주로 겐지의) 보검 전설을 모아서 「쓰루기의 권」(剣巻)으로써 1권을 엮은 것을 부속한 사본(제판본으로도 소수 있다)도 있다. 다만 이 경우 「쓰루기의 권」은 권수에 포함되지 않는다.

### 내용
전체 구상은 유교적 대의명분론(大義名分論)과 군신론(君臣論), 불교적 인과응보론(因果応報論)에 기조를 두고 여기에 송학(宋學)의 영향을 받았다고 한다. 이러한 사고 방식에 따라 작중 고다이고 천황은 '부덕한 군주'로 그려지고 있지만, 후세 에도 시대 미토 번의 도쿠가와 미쓰쿠니(徳川光圀)는 수사사업으로서 편찬하였던 《대일본사》에서 "천황 친정을 노렸던 고다이고야말로 정통 천황이다!"라고 주장했다. 그가 제창한 미토학(水戶學)은 훗날 막부 말기의 존왕양이(尊王攘夷) 운동, 더 나아가 태평양 전쟁 전의 황국사관(皇國史觀)에까지 영향을 주게 된다. 메이지 시대 이후 일본 제국 패망 전 쇼와 초기까지 《태평기》가 중시되지 않았던 시기도 있었다.
중반의 고다이고 천황의 죽음이 다이라노 기요모리(平淸盛)의 죽음 장면과 비슷하게 처리된 점 등 곳곳에 《헤이케 이야기》의 영향이 나타나고 있으며, 때때로 이야기의 흐름에서 벗어난 고전에서의 인용이나 각색도 많다.
유명한 「오월전쟁」, 「초한전쟁」 등은 권 하나의 몇 분의 1 정도를 점하는 장문이다. 원래 이 둘은 《태평기》 안에서 한적(중국 고전)에 유래를 둔 고사 가운데서도 다른 기사들을 거의 압도할 정도로 방대한 분량이지만, 이미 에도 시대 이전의 일본의 옛 주석들에서도 지적된 바와 같이 《태평기》에 인용된 고사는 때로 단순한 착각으로 간주하기 힘들 정도로 중국 서적(혹은 《일본서기》 등 일본의 사서)과 다른 내용이 실려 있는 등 종종 부정확하다. 단, 중국 서적에 대해서는 마스다 모토무(増田欣)의 연구 등에 의해 이른바 ‘변문‘(変文)이라 불리는 통속물 등이 소재로써 상당한 양이 쓰이고 있는 것도 이유의 하나로 되어 있다. 또한 권25 ‘이세의 보검 설화‘(伊勢宝剣説話)에는 상당한 기묘한(기괴한) 신대 설화(神代説話)가 실려 있는데, 이것도 《일본서기》 본문에서 따온 것이 아니라 중세 일본기(日本紀)를 소재로 한 것이리라 여겨지고 있다.
한편 이러한 ’탈선‘의 대부분의 이유에 대해서는 오스미 가즈오(大隅和雄)의 설처럼 《태평기》는 ‘군담소설‘(군키모노가타리)의 외피를 쓰고는 있지만 실제로는 ‘생활사전‘(오라이모노)로 만들어진 것이며 중세 일본의 무사들이 일종의 ‘백과사전’으로 사용하는 것을 주된 목적으로 하여 만들어졌기 때문이 아니냐는 견해도 존재한다.

### 여러 사본
일본에서 《태평기》의 본문 계통에 대해서는 패전 전에 고토 단지(後藤丹治)의 연구가 있으며, 패전 뒤에도 다카하시 사다이치(高橋貞一), 스즈키 도미에(鈴木登美恵) 외에 1980년대에서 1990년대에 걸쳐 나가사카 나리유키(長坂成行), 고아키모토 단(小秋元段) 등이 총망라적이고 정력적인 연구를 이어나가, 다음과 같은 성과로 이어졌다.
「구성」 항목에서도 설명하고 있듯이 모든 현존하는 《태평기》 본문은 권22에 해당할 기사들을 빠뜨리고 있어, 기사 배열의 조작을 따로 하지 않고 권22를 그대로 빠진 상태로 둔 것을 오래된 형태를 보존한 사본 즉 '고태본'(古態本)으로, 배열 조작을 가하여 권22를 채운 것을 비교적 후대에 나온 사본으로 보아 '후출본'(後出本)으로 부른다. 이 점에 대해서는 이미 《참고태평기》(参考太平記) 범례(凡例)에서도 지적된 바 있다.
패전 뒤에 소개된 것으로 권32에 해당하는 단본(영본)에 '태평기'라는 이름도 붙어 있지 않지만 《태평기》의 최종 기사 연대에 가까운 에이와(永和) 연간(1375년-1379년, 아마도 에이와 2~3년) 것으로 보이는 고사본이 있으며, 이 고사본의 본문은 현존하는 《태평기》 여러 사본과 거의 일치한다(권32는 여러 사본 간의 이동이 크고 에이와본 계통과 다른 한 계통 이렇게 크게 두 갈래로 나뉘며, 고태본 중에 이 둘을 병기한 것도 있고 또 후출본 중에 두 계통을 혼합한 것도 있다). 에이와본이라 칭해지는 것이다.
이 가운데 한두 가지 단간(断簡) 중의 일문을 제외하고, 정리된 고사본으로써는 다음 네 가지 계통의 것이 현존하는 사본 가운데 고태본(古態本)으로 여겨진다.
- 간다본(神田本)
- 세이겐인본(西源院本)
- 난토본(南都本)
- 진구쵸코칸본(神宮徴古館本)

이들 네 계통의 상호간 관계에 대해서는 일본 학계에서도 현재까지 정설이 나오지 않았다. 다만 유포본 본문과의 비교상 난토본 계통이 유포본과 가장 가깝고 반대로 세이겐인본이 가장 차이가 있다(독자 기사가 많다)는 점이 판명되어 있다.
현재 일단 진구쵸코칸 계통의 본문을 고태본으로 포함시켜 보고는 있지만, 이것도 확정적인 것은 아니다. 또한 고태본으로 여겨지는 간다본에도 있는 내용에 대량의 짜맞춘 부분(후출본으로 여겨지는 별도 계통 본문에서의 보충)이 있는 것 외에 모든 고사본이 혼태본(混態本)이며, 극단적으로 말하면 《태평기》 각 권마다 그 계통이 다르다고도 할 수 있다. 다만 《태평기》의 본문 이동은 특정 권에 집중하는 경향이 있다.
다음은 유포본보다 오래됐지만 권22를 편집으로 채우고 있는 사본 중 대표적인 것으로
- 이마가와 가본(今川家本) - 고노에 가(近衛家) 요메이 문고(陽明文庫) 소장으로 ‘요메이 문고본’(陽明文庫本)이라고도 불린다. 에이쇼 2년(1505년)의 현존 사본 가운데서는 가장 오래된 오서(奥書)를 가지고 있다. 또한 이 오서는 꽤 장대하며 여기에 따르면 이 사본의 전래에는 가이 다케다 씨와의 관련성도 있다고 한다. 《참고태평기》 교합대상본이다.
- 덴쇼본(天正本)
- 모리 가본(毛利家本) - 두 사본 모두 쇼고칸(彰考館) 소장이다. 유포본에 대해 외부 자료 등으로 증보했다고 여겨지는 이문을 많이 가지고 있다. 같은 《참고태평기》 교합대상본이다.
- 범순본(梵舜本) - 고사본 중에서는 유포본에 가장 가까운 본문을 가지고 있다.

등이 있다.
한편 《참고태평기》가 교합 대상으로 삼았던 사본들이지만 현재 소재를 알 수 없는 것으로는
- 긴쇼인본(金勝院本)
- 이마데가와본(今出川本) - 기쿠치테이본(菊亭本)이라고도 한다.
- 시마즈 가본(島津家本) - 사쓰마본(薩州本)이라고도 한다. 일본에서도 1980년대 후반에 들어서야 본문이 발견되었다.
- 호조 가본(北条家本) - 계통 등 상세한 것은 알 수 없다.

이 있다.

### 구스노키 마사시게의 이름에 대해
《태평기》 속에서 화려한 활약상이 그려지고 있는 구스노키 마사시게(楠木正成)는 그 이름을 「구스노키」(楠木)로 표기하게 되는 것은 메이지 시대에 들어서부터, 태정관(太政官)의 수사관(修史館)에서의 결정에 의해 이루어진 것으로 《태평기》 사본들은 그 이름을 일관되게 「楠正成」라고 표기하고 있다. 다만 《구스노키 합전 주문》(楠木合戦注文)을 비롯한 1차 사료 대부분은 「楠」가 아닌 「楠木」로 되어 있기 때문에 역사적 사실로써는 楠木가 바른 것으로 여겨지고 있다.

### 《삼국지》와 《태평기》
《태평기》에는 중국의 정사 『삼국지』(三国志)나 백화소설(白話小説) 『삼국지연의』(三国志演義)의 요소를 답습한 기술이 곳곳에 보이고 있다. 예를 들어 합전 묘사 등에서 구스노키 마사시게를 제갈량(諸葛亮)에 비교하는 경우가 많은데, 이는 마사시게의 무장으로써 현명한 모습을 화제의 중심으로 세우기 위해 「위대한 지장으로써의 제갈량」을 따다 세운 것으로, 주종의 관계를 의식하고 있다고 할 수 있다. 지장으로써의 제갈량에 대해서는 《태평기》 권20의 「요시사다의 꿈 그리고 공명」(義貞夢事付孔明事)에 「수어지교」나 「죽은 공명이 산 중달을 달아나게 하다」 등의 설화를 답습한 기술에도 보인다. 이러한 《태평기》의 기술은 《삼국지》나 그밖의 문헌에도 보이는 제갈량의 사적이나 에피소드를 일본의 독자들에게 널리 알리는 역할을 맡고 있는 것으로 보인다.
다만 《태평기》는 그 이전 일본의 군키모노의 성질을 계승하는 측면이 강해서 조조(曹操)나 유비(劉備)가 살아 있을 때에 유명한 오장원 전투가 일어난 것 외에 「공명이 유비를 따라 융중의 초가를 떠난」 장면도 윤색되어 있는 등 이야기에 이질성이 담겨 있다.

## 각권의 개요
게이초 8년 고활자본을 기준으로 한다.
| 권목 | 서력기원 | |
| 1    | 1318     | 고다이고 천황이 즉위하고, 1324년에 천황의 가마쿠라 막부 타도 계획이 발각된다(쇼추의 변正中の変). |
| 2    | 1331     | 천황의 막부 타도 계획이 다시금 발각되고, 이후 겐코의 난(元弘の乱)으로 이어진다. 고다이고 천황은 가사기 산성(笠置山城)으로 탈출한다.                                                                               |
| 3    |          | 구스노키 마사시게, 아카사카 성에서 거병하였다. 천황이 머무르던 가사기 산은 막부군에 함락되고 고다이고 천황은 체포되었다. 이후 아카사카 성도 함락되고 만다.                                                        |
| 4    | 1332     | 고다이고 천황이 막부에 의해 오키(隠岐)로 유배된다. |
| 5    |          | 막부의 싯켄(執権) 호조 다카토키(北条高時)는 「덴가쿠(田楽) 말고는 아무 것도 모른다」는 평을 듣기에 이른다. |
| 6    |          | 구스노키 마사시게가 아카사카 성을 다시금 공략한다. |
| 7    |          | 구스노키 마사시게가 다시금 지하야성(千早城)에서 병사를 일으키고, 고다이고 천황은 오키 섬을 탈출하는데 성공한다.                                                                                                   |
| 8    | 1333     | 하리마 국(播磨国)의 아카마쓰 노리무라(赤松則村)가 반란을 일으키고, 교토의 막부 거점인 로쿠하라(六波羅) 군세와 싸운다.                                                                                             |
| 9    |          | 아시카가 다카우지가 가마쿠라에서 상경한다. 다카우지는 상경 도중에 막부 타도를 결의하고, 로쿠하라를 쳐서 함락시킨다.                                                                                               |
| 10   |          | 닛타 요시사다(新田義貞)가 고즈케국(上野国)에서 병사를 일으킨다. 가마쿠라를 쳐서 함락시키고, 호조 다카토키는 사망, 가마쿠라 막부는 멸망한다.                                                                       |
| 11   |          | 마지막 규슈(九州)의 가마쿠라 막부 거점이던 진제이 단다이(鎮西探題)도 함락된다. 고다이고 천황은 교토로 돌아오고, 겐무 신정(建武の新政)이 시작된다.                                                                 |
| 12   | 1334     | 구게(公家)의 정치에 무사들은 따르려 하지 않았고, 모리요시 친왕(護良親王)이 체포되어 실각, 이듬해 가마쿠라에서 암살된다.                                                                                           |
| 13   | 1335     | 다카토키의 아들 호조 도키유키(北条時行)가 가마쿠라를 점령하고, 다카우지가 동쪽으로 나아가 다시금 가마쿠라를 재점령한다(나카센다이의 난中先代の乱).                                                                |
| 14   |          | 닛타 요시사다가 다카우지 추토를 위해 동쪽으로 향한다(겐무의 난建武の乱의 시작). 다카우지는 닛타군과 싸우며 수도로 온다.                                                                                           |
| 15   | 1336     | 오슈(奥州)의 기타바타케 아키이에(北畠顕家)가 이끄는 군이 교토로 상경하고, 다카우지는 닛타 ・ 기타바타케 ・ 구스노키 연합군에 패배하고 교토를 떠난다.                                                              |
| 16   |          | 규슈로 온 다카우지는 규슈를 근거지로 삼고 다시금 교토로 향했고, 미나토가와 전투(湊川の戦い)에서 구스노키 마사시게가 전사한다.                                                                                     |
| 17   |          | 다카우지가 교토에 들어온다. 고다이고 천황은 삼종신기를 넘겨 주고 양위, 고묘 천황(光明天皇)이 다카우지에 의해 즉위한다.                                                                                            |
| 18   |          | 고다이고 천황이 요시노로 잠행, 남북조(南北朝)로 분열된다. |
|      | 1337     | 닛타군이 지키고 있던 에치젠(越前)의 가네가사키 성이 함락된다. |
| 19   | 1338     | 기타바타케 아키이에가 이와쓰 전투(石津の戦い)에서 전사한다. 다카우지는 고묘 천황으로부터 세이이타이쇼군(征夷大将軍)으로 임명되고, 무로마치 막부(室町幕府)가 시작된다.                                             |
| 20   |          | 닛타 요시사다, 에치젠의 후지시마(藤島)에서 시바 다카쓰네(斯波高経)와 싸우다 전사한다. |
| 21   | 1339     | 고다이고 천황이 요시노에서 붕어하고, 고무라카미 천황(後村上天皇)이 그 뒤를 이어 남조의 천황으로 즉위한다. |
| 22   | 1342     | 와키야 요시스케(脇屋義助, 닛타 요시사다의 동생)가 이요 국(伊予国)에서 병사한다. |
| 23   |          | 막부의 미노 슈고인 도키 요리토(土岐頼遠)가 술에 취해서 고곤 상황(光厳上皇)의 우차(牛車)에 활을 쏘며 무례를 저질러, 참형에 처해진다.                                                                               |
| 24   | 1345     | 다카우지, 덴류지(天竜寺)를 세워 고다이고 천황의 공양을 올린다. |
| 25   | 1347     | 구스노키 마사시게의 적남 구스노키 마사유키(楠正行)가 병사를 일으켜 후지이데라(藤井寺)와 스미요시(住吉)에서 승리한다.                                                                                              |
| 26   | 1348     | 막부의 집사(執事)인 고노 모로나오(高師直)가 시조나가테(四條畷)에서 구스노키 마사유키와 싸워 마사유키가 전사한다. 이어 모로나오는 요시노까지 쳐들어가 고무라카미 천황은 도망치고, 요시노 행궁은 불타 버린다.       |
| 27   | 1349     | 다카우지의 동생인 아시카가 다다요시(足利直義)와 고노 모로나오 사이에 불화가 발생한다. 다다요시는 출가하고, 그가 맡아 오던 정무를 다카우지의 적자인 아시카가 요시아키라(足利義詮)가 이어 맡게 된다.                |
| 28   | 1350     | 다다요시가 교토를 탈출하여 남조와 결탁해 고노 모로나오에 맞서 군사를 일으킨다(간노의 소란). |
| 29   | 1351     | 고노 모로나오 형제가 다다요시와 화목하였으나 다다요시편이었던 우에스기 요시노리(上杉能憲)에게 그 일족들과 함께 살해된다.                                                                                          |
| 30   |          | 다카우지가 남조와 화목하고 넉 달 동안의 쇼헤이 일통(正平一統)이 이루어진다. 다다요시를 치기 위해 다카우지가 간토로 향한다.                                                                                        |
|      | 1352     | 다다요시는 가마쿠라에서 급사한다(독살설도 있다). 다카우지가 교토를 비운 사이 기타바타케 아키이에의 동생 아키요시(顕能), 구스노키 마사시게의 셋째 아들 마사노리(正儀)의 지휘로 남조군이 첫 번째로 교토에 들어온다. |
| 31   |          | 다카우지는 간토에서 닛타군에 승리한다(무사시노 합전武蔵野合戦). 요시아키라는 남조로부터 교토를 탈환한다(하치만 전투八幡の戦い).                                                                                   |
| 32   | 1353     | 구스노키 마사노리와 다다요시의 옛 부하 야마나 도키우지(山名時氏) 등이 두 번째로 교토에 들어온다. |
|      | 1355     | 다카우지의 서자인 아시카가 다다후유(足利直冬)와 야마나 도키우지 등이 이끄는 남조군이 세 번째로 교토로 들어온다(고나이 전투神南の戦い).                                                                            |
|      |          | 늦어도 다음 달에 다카우지 ・ 요시아키라 부자의 군이 교토를 재점령한다. |
| 33   | 1358     | 다카우지, 등에 난 종기로 병사한다. |
| 34   |          | 요시아키라가 2대 쇼군이 되어 니키 요시나가(仁木義長)를 불러들이고 호소카와 기요우지(細川清氏)가 집사가 된다. |
| 35   | 1360     | 호소카와 기요우지와 간토 간레이(関東管領) 하타케야마 구니키요(畠山国清)에 의해 니키 요시나가가 실각한다. |
| 36   | 1361     | 호소카와 기요우지도 실각하고, 니키 요시나가와 호소카와 기요우지는 남조로 내려간다. 하타케야마 구니키요도 실각하여 이즈(伊豆)에서 모반한다.                                                                        |
| 37   |          | 호소카와 기요우지와 구스노키 마사노리 등 남조군이 네 번째로 교토에 들어온다. 그리고 그 다음 달에 물러난다. |
| 38   | 1362     | 호소카와 기요우지는 그 사촌인 호소카와 요리유키(細川頼之)와의 싸움에서 사누키(讃岐)에서 전사한다. 하타케야마 구니키요는 슈젠지 성(修善寺城)에서 항복한다.                                                         |
| 39   | 1363     | 스오(周防) ・ 나가토(長門)의 오우치 히로요(大内弘世)와 산인(山陰)의 야마나 도키우지, 니키 요시나가 등이 막부를 따르게 된다.                                                                                       |
| 40   | 1367     | 아시카가 요시아키라가 병사하고, 호소카와 요리유키가 간레이(管領)가 되어 신임 쇼군 아시카가 요시미쓰(足利義満)를 보좌하게 된다.                                                                                    |

## 《태평기》의 수용 양상

### 영향
일본에서 《태평기》는 중세 시대부터 모노가타리승(物語僧)의 '태평기 읽어주기'를 통해 구전되었고, 초등 학문의 교과서 역할이나 에도 시대에는 '강담'이라 불리는 이야기의 한 종류로 자리잡게 된다. 이미 무로마치 시대에 《태평기》의 영향을 받은 많은 군담소설이 유행했다. 아코번(赤穂藩)의 아사노(淺野) 집안의 가신이 기라 요시나카(吉良義央)를 살해한 겐로쿠 아코 사건(元祿赤穂事件)이 일어나자, 다케다 이즈모(竹田出雲) 등에 의해 《태평기》의 엔야 판관(塩冶判官)의 이야기에 가탁해 《가나테본 추신구라》(仮名手本忠臣藏)로서도 만들어지는 등 설화, 조루리(浄瑠璃) 등 일본의 근세 문학에도 영향을 미쳤다.
일본 센고쿠 시대의 무장들 사이에서는 《태평기》를 병법의 측면에서 포착해 다양한 논평을 더한 글도 생겼는데, 그 집대성이 《태평기평판비전이종초》(太平記評判秘伝理尽鈔)이다. 이는 에도 시대에 이르기까지 무사들에게 필수적인 병법서가 되었다.
16세기 일본에서 그리스도교를 전도하던 예수회 선교사들은 《헤이케 이야기》와 함께 《태평기》를 일본의 역사와 문화, 이상, 일본어 등을 배우기 위한 자료, 교재로써 주목하였다. 때문에 예수회가 활판으로 인쇄 간행한 이른바 '기리시탄판'(キリシタン版)에도 《태평기》는 강한 영향을 주었다. 예를 들어 일본의 역사나 문화, 이상, 일본어 등의 학습을 위한 교재로써 《태평기발서》(太平記抜書)가 간행되었다. 그러나 《태평기발서》에는 신불(神仏)에 관한 기술이 그리스도교의 유일신(데우스)과는 맞지 않는다 하여 「신불」은 당시 일본에 있어 데우스와 동의어였던 「천도」(天道)로 치환되었다. 또한 일본어 어휘를 포르투갈어로 풀이한 사전인 《일포사서》(日葡辞書)에서도 어휘 설명을 위한 예문의 대부분이 《태평기》에서 인용된 것들이다.
일본의 난보쿠초 시대는 고대사처럼 왕실 즉 천황가의 혈통과도 관련된 시대였으므로, 천황의 권위를 강조하려는 황국사관 아래서 '역신'(逆臣) 다카우지나 '충신'(忠臣) 마사시게 등으로 이미지가 고정화된 《태평기》가 일본에서 소설이나 영화, TV드라마 등의 자료로 작품화되는 일은 드물었다. 패전 후에 이르러 일본의 소설가 요시카와 에이지(吉川英治)가 「사본태평기」(私本太平記)를 통해 무로마치 막부의 창립자 아시카가 다카우지, 그리고 그와 대립했던 구스노키 마사시게를 그때까지 세간에 알려진 것과 다른 새로운 해석으로 그려내어 난보쿠초 시대를 소설화했다. 1991년에는 이 「사본태평기」를 원작으로 한 NHK 대하드라마 《태평기》가 방송되었다.

### 자료적인 가치에 대한 의론
《태평기》가 성립된 당대를 살았던 이마가와 사다요(료슌)는 오에이 9년(1402년)에 쓴 《난태평기》에서 내용의 잘못된 점을 지적하고 있는데, 이는 이마가와 사다요 자신이 무로마치 막부의 중진이었던 점과도 관련이 있는지도 모른다. 
근세에서는 미토 번의 도쿠가와 미쓰쿠니가 《대일본사》 편찬의 참고자료로 삼기도 했지만, 메이지 시대에 이르러 도쿄 대학(東京大学) 교수였던 구메 구니타케(久米邦武)는 《태평기》의 자료적 가치를 부정했다. 예를 들면 겐코(元弘) 2년(1332년) 구스노키 마사시게의 시모아카사카 성(下赤坂城) 탈환과 재거병은 《태평기》에서는 4월 3일의 일로 되어 있는데 1차 사료인 《구스노키 합전 주문》(楠木合戦注文)에서는 12월 중의 일이라고 되어 있는 등 유명한 에피소드에 대해서도 대폭 착오가 있다는 것에 유의할 필요가 있다. 
또한 《태평기》에서만 나오는 남조측의 무장 고지마 다카노리(児島高德)의 실존 여부를 둘러싸고 이를 부정하는 시게노 야스쓰구(重野安繹)나 보다 신중한 자료 비판을 요구하는 가와다 오코(川田剛甕江) 사이에 논쟁이 일어났다(시게노=진보적, 가와다=보수적이라는 두 학자의 사상적 대립에서 논쟁의 이유를 찾는 견해에는 잘못이 있다). 
근년의 비판으로써는 아시카가 씨(足利氏) 일문에 대한 연구를 행한 다니구치 유타(谷口雄太)는 닛타 씨(新田氏)와 그 일족이 아시카가 일문 ・ 서류(庶流)로 아시카가에 반쯤 종속된 입장이었다는 것은 같은 시대 사료에서 명백히 보이며, ‘닛타 씨는 아시카가 씨에서 독립한 일문’이라는 인식은 군담소설(군키모노가타리)인 《태평기》 뿐이었음에도 아시카가와 닛타를 동격으로 간주하는, 사료적으로는 근거가 없는 ‘《태평기》 사관’이 확산되면서 닛타 씨의 서류라 칭한 에도 막부의 쇼군 도쿠가와 집안의 천하가 끝난 메이지 이후 아카데미즘을 포함하여 오히려 그 경향이 강해진 것으로 지적하고 있다.
현대에는 동시대의 일기 등 다른 1급 자료와의 내용 비교를 통해 역사적 자료로서 연구되고 있다.

## 평가
《헤이케 이야기》(平家物語)와 비교하면 일관성이 결여되어 있다, 완성도가 떨어진다, 등의 비판이 존재한다.
에도 시대의 문인인 다카라이 기가쿠(宝井其角)는 「헤이케에서 태평기로 오니 달이 보이지 않는다」(平家なり太平記には月を見ず)라고 평하였다. 여기서 '달'은 풍부한 정서, 풍아(風雅)를 상징하며, 《헤이케 이야기》에는 있는 그것이 《태평기》에는 없다, 는 말로, 기가쿠는 양자를 비교하고 있는 것이다. 다른 한편으로 《헤이케 이야기》와는 다른 또 다른 문학성으로 차 있다, 일본 군기문학의 새로운 경지를 연 작품이라는 평가도 있다.

## 자료
《태평기》가 다루고 있는 시대의 원전 자료로는 남조의 정통성을 드러내기 위해 저술된 기타바타케 지카후사(北畠親房)의 《신황정통기》(神皇正統記), 무로마치 쇼군 아시카가 집안의 사적을 기록한 《매송론》(梅松論)이나, 《원위집》(源威集, 헤이본샤 동양문고平凡社東洋文庫)가 있다.
다음 서적들은 《태평기》의 이름이 붙은 것이지만, 고전 《태평기》와는 성립 경위도 내용도 직접적인 관계가 없다.
- 《전태평기》(前太平記) - 상하(전2권) 헤이안 시대 중기부터 후기에 걸쳐 벌어진 사변이나 합전들을 기록하였다. 에도 시대인 덴나(天和) 원년(1681년) 무렵에 성립되었다. ＜「叢書江戸文庫4, 5」、国書刊行会＞
- 《후태평기》(後太平記) - 《태평기》 이후의 남북조 시대에서 무로마치 시대, 센고쿠 시대까지를 다룬 군키모노가타리이다.
- 《사이고쿠 태평기》(西国太平記)
- 《속태평기》(続太平記)
- 《전전태평기》(前々太平記) - 《전태평기》의 프리퀄로써 저술된 군서(軍書)로 쇼무 천황(聖武天皇)의 즉위(724년)부터 다이고 천황(醍醐天皇)의 치세까지를 146개 조로 저술하고 있다. 전21권(平住専安 저, 建春山人、橘墩)＜「叢書江戸文庫3」、国書刊行会＞

### 주석본
다음은 태평양 전쟁 패전 뒤 21세기 초까지 일본에서 간행된 『태평기』 교주 서적들이다(각 ・ 전권에 교주가 붙었다). 따로 발췌판으로 교주 ・ 번역을 행한 서목은 《감상일본고전문학(鑑賞日本古典文学)21》(가도카와 서점角川書店 1976년), 《감상 일본의 고전(鑑賞日本の古典)13》(상학서관尚学図書 1980년) 등 여러 종이 있다. 하지만 《태평기》 본문의 분량이 워낙 방대하다 보니 여러 계통의 다른 본문들을 엄밀하게 비교하고 대조하여 교합한, 이른바 ‘교본‘(校本)은 아직 일본에서 공판되지 않았다.
- 고토 단지(後藤丹治) ・ 가마다 기사부로(釜田喜三郎) ・ 오카미 마사오(岡見正雄) 교주 《태평기》 전3권(이와나미 서점 〈일본고전문학대계〉. 신장판新装版「사문학 시리즈史文学シリーズ」). 제1 ・ 2분책은 고토 ・ 가마다, 제3분책은 고토 ・ 오카미의 교주이다.
- 야마시타 히로아키(山下宏明) 교주 《태평기》 전5권(신쇼샤新潮社 : 신쇼 일본고전집성新潮日本古典集成, 신장판 2016년)

이상 「고전대계」본(古典大系本), 「고전집성」본(古典集成本)은 모두 그 저본이 게이초(慶長) 8년(1603년) 간행된 고활자본이다. 이 본문이 에도 시대인 간에이(寛永) 이후의 제판본(製版本)＝유포본(流布本) 본문의 직접적인 원형이 되었다고 한다. 다만 「고전대계」판의 「(1)해설」에 따르면 고사본(古写本)과 게이초 8년 고활자본 사이에 게이초 7년 간본으로 추측되는 간기가 없는 고활자본이 있어, 이는 유포본의 본문에 일부 오래된 형태의 본문을 포함한 특이한 것이라고 되어 있는데, 상세한 것은 소개되지 않고 있다.
- 하세가와 다다시(長谷川端) 교주・번역 《태평기》 전4권(쇼가쿠칸小学館: 신편 일본고전문학전집新編 日本古典文学全集54-57)

앞의 두 역본과는 달리 저본을 증보계(増補系)라는 덴쇼본(天正本, 쇼고칸 소장)으로 하였는데, 두주(頭注) 외에 유포본 계열의 본문과의 교감 및 차이점을 기록하였다. 제2분책 이후의 권두 「범례」에 따르면 따로 나가사카 시게유키(長坂成行) ・ 고아키모토 단이 교주자로써 참가하였다고 한다. 교주 실시를 전권에 걸쳐서 행한 것은 이것이 유일하다. 각 분책의 「해설」에는 거의 20세기 말까지의 《태평기》 인사사의 요약과 과제가 망라되어 있다.
한편 「고전집성」판, 「신편고전문학전집」판은 각 분책 말미에 상세한 연표를 붙여 《태평기》 본문 기사와 사실과의 비교 확인이 쉽게 하였다.
- 효도 히로미(兵藤裕己) 교주 『태평기』 이와나미 문고(전6권). 2014년 4월부터 2016년 10월에 걸쳐 간행되었다.

문고판은 따로 오카미 마사오의 교주인 가도카와 문고(角川文庫, 2분책 ・ 권14까지, 현대에는 절판되었다)가 간행되었으나 교주자인 오카미 마사오가 1990년에 사망하면서 미완으로 남았다. 가장 상세하고 철저한 주석을 소개하고 특히 보주(補注) 분량은 본문을 까마득히 상회하는 방대한 것이었다.

### 「현대 일본어역」
- 야스이 히사요시(安井久善), 하세가와 다다시 역 『신역 태평기를 읽다 태평기 요람 부』(新訳 太平記を読む 太平記要覧付) 전5권 (おうふう)
- 야스이 히사요시 『태평기요람』(太平記要覧) おうふう、1997년. ISBN 978-4-273-02939-5
- 우에하라 사쿠카즈(上原作和), 고쓰가이 도루(小番達) 감수 ・ 번역 『완역 태평기』전4권 (勉誠出版 현대 일본어로 읽는 역사문학現代語で読む歴史文学)
- 야마자키 마사카즈(山崎正和) 번역 『태평기』(河出書房新社 전2권. 가와데 문고河出文庫 전4권)

### 「영어 번역」
- 미국의 번역가 헬렌 크레이그 맥켈러(Helen Craig McCullough)에 의해 〈Taiheiki a Chronicle of Medieval Japan〉라는 제목으로 영역되었다. 맥켈러는 앞서 1988년에 《헤이케 이야기》를 영어로 번역하기도 했다.

### 주석서
- 《난태평기》(難太平記)
- 《참고태평기》(参考太平記), 요시카와 홍문관(吉川弘文館), 전2권

이마이 고사이(今井弘済) ・ 나이토 사다아키(内藤貞顕) 편. 1689년에 성립되었고 1691년에 간행되었다. 미토(水戸)의 쇼고칸(彰考館)에서 《대일본사》(大日本史) 편찬의 참고 자료로 쓰였고, 《태평기》의 서술을 다른 사서, 사료와 비교, 수합하여 사실 관계를 고증한 것이다. 쇼고칸에서 수집한 아홉 종의 《태평기》 고사본의 본문을 유포본과 비교, 수합하여 사실 관계에 대한 검토를 더했다. 사료 편찬이라는 목적 때문에 인명, 지명 등 고유 명사와 날짜의 차이에 대해서는 엄밀한 태도였으나, 문장 그 자체의 경우에는 때때로 치밀하지 못한 부분도 있다. 또한 《태평기》에 빈번하게 등장하는 중국 서적을 출전으로 하는 고사 등에 대해서는 전혀 무시되고 있으며, 《참고태평기》에는 인용되지 않았다. 이상의 편찬 방침 및 참고 자료의 이름을 상세하게 내건 「범례」를 권두에 두었으며, 거기에는 문헌학적인 《태평기》 여러 사본에 대한 논설이 제시되어 있다. 질도 양도 그 이전의 모든 주석·고증을 능가하는 것이었고, 메이지 시대까지 《태평기》의 주석적 연구로는 가장 뛰어나다는 평가를 받았다. 또한 쇼고칸에서는 동일한 목적으로 그 밖에 《참고 호겐 이야기》(参考保元物語), 《참고 헤이지 이야기》(参考平治物語), 《참고 겐페이 성쇠기》(参考源平盛衰記) 이렇게 네 종의 서적이 편찬되었는데, 막부 말기까지 제판본(製版本)으로 공판된 것은 《참고태평기》밖에 없다.
- 《태평기초》(太平記鈔)
- 《태평기고정》(太平記考証)
- 《태평기비전이종초》(太平記秘伝理尽鈔) - 헤이본샤 동양문고(平凡社東洋文庫, 전10권으로 예정되어 있으며, 2020년 6월에 제5권이 나왔다)
- 《태평기평판사요이심무극초》(太平記評判私要理心無極抄)
- 《태평기강목》(太平記綱目)
- 《태평기대전》(太平記大全)

## 태평기를 그린 작품
- 야마오카 소하치 『신태평기』
- 요시카와 에이지 『사본태평기』
  - NHK 대하드라마 태평기(1991년)의 원작

### 내용
1. ↑  태평기 자체의 작중 기사로 가장 새로운 연대 기술은 오안 4년인 서기 1371년 이후 시바 요시마사(斯波義将) 추토에 대한 것이다
2. ↑  메이지 시대부터 제창되었던 설이다.
3. ↑  오스미는 ‘태평기‘라는 책의 제목이 송의 유서(類書)인 《태평어람》(太平御覧)에서 기인하였다는 설을 소개하였으며, 이 설이 맞다면 《태평기》는 처음부터 군키모노(軍記物) 즉 군담소설적인 문학이 아니라 '소설의 형태를 빌린 백과사전'(小説の体をとった百科事典)으로써 제작되었던 것이 된다고 하였다.
4. ↑  예를 들어 《헤이케 이야기》 등에는 합전의 ‘비참함‘이나 ‘잔혹함‘을 기재하여 죽음에 수반되는 애도의 뜻을 붓으로 담아냈지만, 정사나 『연의』에는 ‘지모‘(智謀)를 구사하여 싸우는 장면이 강조되고 있다.[6][7]

## 같이 보기
- 일본의 중세문학사
- 깃카와 모토하루
- 신황정통기